# بژسکو
بژسکو (به لاتین: Brzesko) یک شهر در لهستان است که در گمینا بژسکو واقع شده‌است. برزسکو ۱۱٫۷۳ کیلومتر مربع مساحت و ۱۶٬۸۲۷ نفر جمعیت دارد.

## خواهرخوانده
شهرهای سوت (رومانی)، لانگننسلینگن و ساس‌هالومباتا خواهرخوانده‌های برزسکو (لهستان کوچک‌تر) هستند.